# Мавзолей Джинни
Мавзолей Джинни (англ. Jinnah Mausoleum; урду مزار قائد, маза́р-е-кайд, букв. — гробниця Вождя) — усипальня Мухаммеда Алі Джинни, засновника Пакистану, розташована у центрі Карачі. Вважається одним з головних символів міста. Збудований у 1960-ті роки, набув сучасного вигляду у 1970 році.
В мавзолеї проводяться основні заходи під час святкування Дня народження Джинни (державне свято в Пакистані).

## Будівництво
Мавзолей зроблений з білого мармуру, його прикрашають чотири загострені мавританські арки, що слугують входами, та великий мармуровий купол. Будівлю, що являє собою квадрат зі стороною 75 метрів, висотою 43 метри, встановлено на чотириметровій платформі, що оточена парком площею 53 гектари. Всередині мавзолею висить велика криштальна люстра, яка є подарунком від Китайської Народної Республики. Меморіальна плита Мухаммада Джинни обрамлена сріблом. Тисячі людей щоденно приходять у мавзолей, щоб вшанувати батька-засновника нації та поспостерігати за церемонією зміни почесної варти.
Сьогодні Мавзолей Джинни вважається, можливо, найвідомішою визначною пам'яткою Карачі. Поруч знаходяться могили «Каїд-е-Міллат», де поховані Ліакат Алі Хан (перший прем'єр-міністр Пакистану) та Фатіма Джинна (сестра Мухаммада).

## Галерея

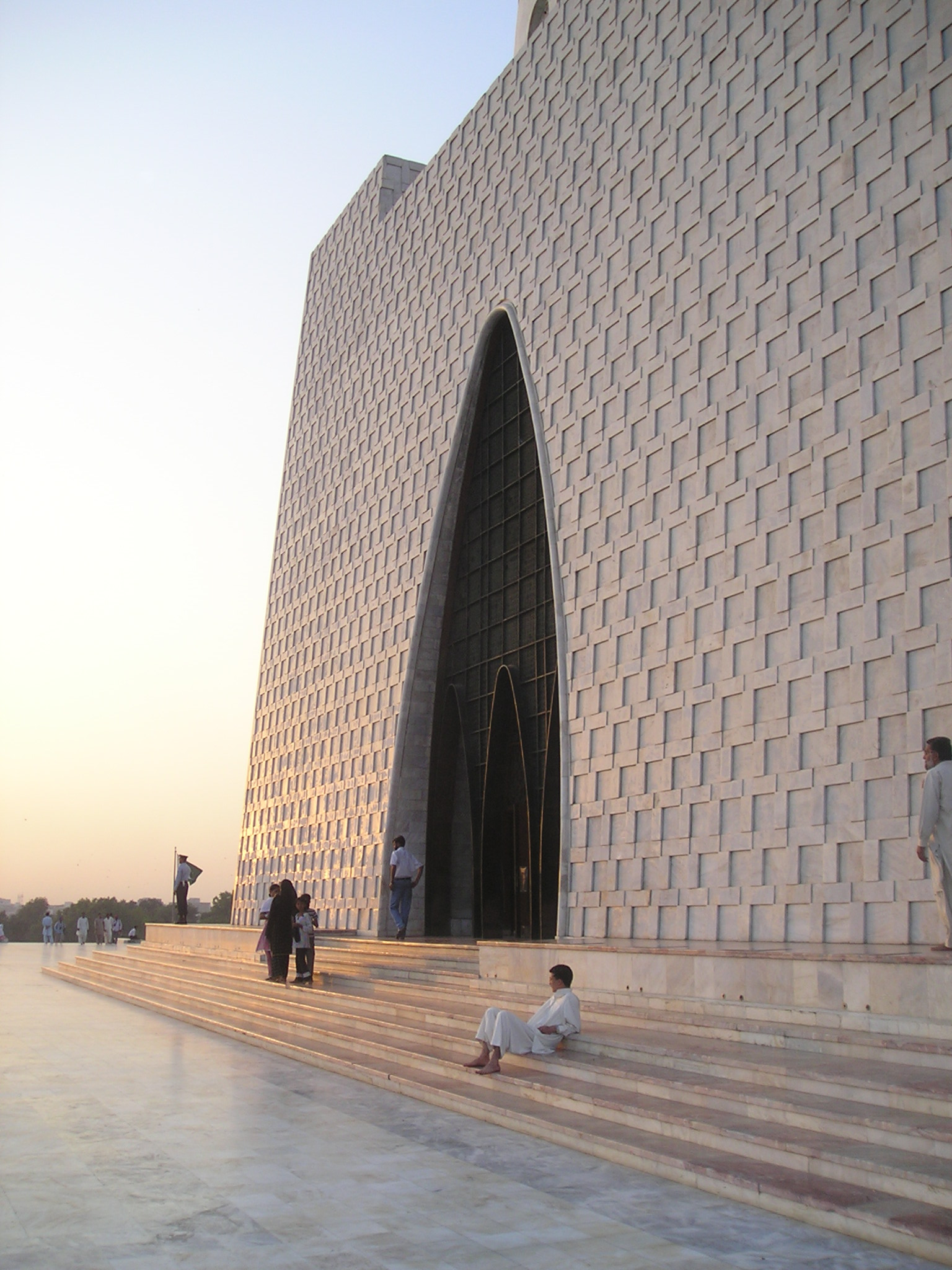
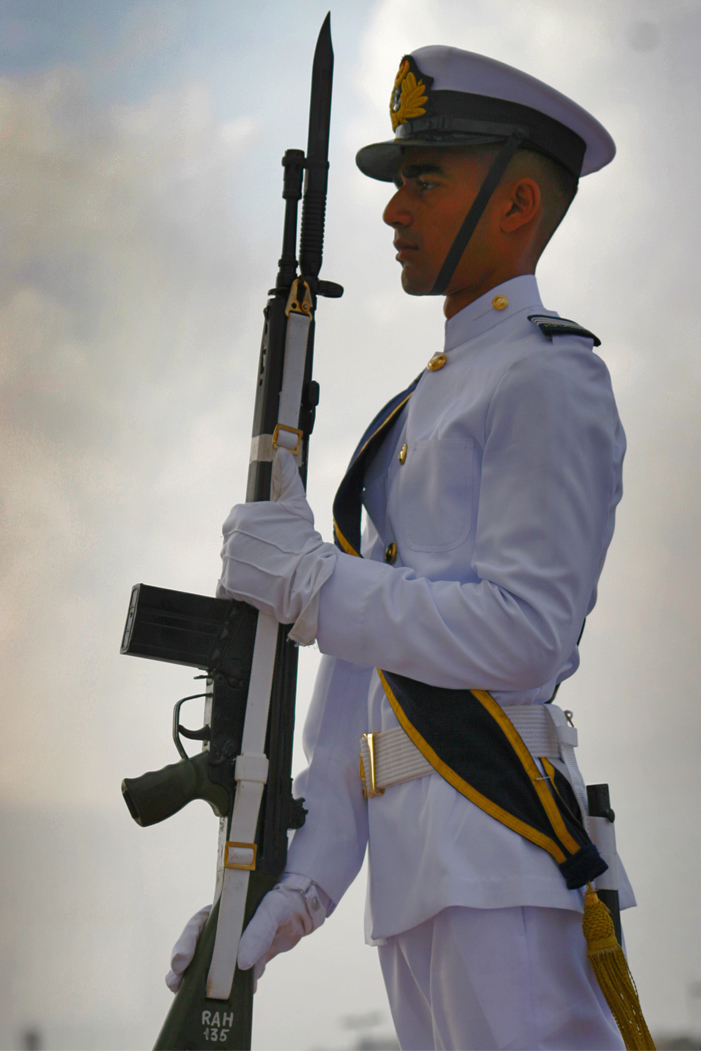